# Lotta Svärd

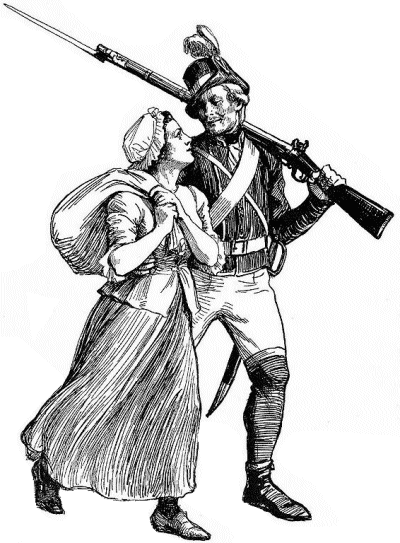
Le soldat Svärd accompagné de son épouse Lotta.

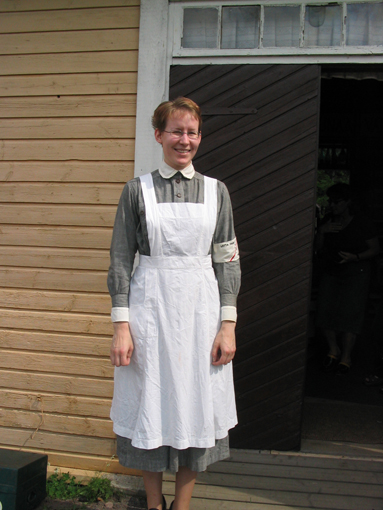
Lotta en uniforme.

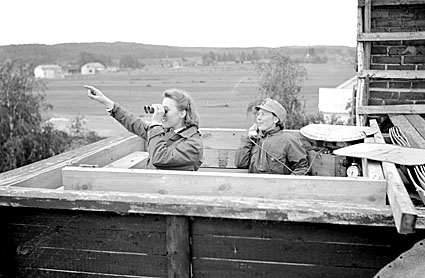
Lottas en tenue de combat pratiquant le guet aérien pendant la Guerre de continuation.

La Lotta Svärd est une organisation de volontaires auxiliaires féminines finlandaises en fonction de 1920 à 1944.

## Historique
Les lottas sont les femmes qui se sont engagées volontairement dans l'armée finlandaise à partir de l'indépendance de leur pays (1918).
Elles tirent leur nom de Lotta Svärd, héroïne d'un poème de Johan Ludvig Runeberg. L'ouvrage dont ce poème est tiré, les Récits de l'enseigne Stål, raconte les événements de la Guerre de Finlande (1808-1809). Le poème se concentre quant à lui sur l'histoire de Lotta Svärd, que son mari, le soldat Svärd, avait emmené avec lui en campagne. Alors que le soldat s'est fait tuer, Lotta reste et porte assistance aux blessés. Leur nom a été suggéré par le maréchal Mannerheim lors de son discours du 16 mai 1918.
La création de la première association portant ce nom remonte pour sa part au 11 novembre 1918, avec la Lotta Svärd de Riihimäki. Pendant la guerre civile finlandaise, la Lotta Svärd était associée à la Suojeluskunta. Après ce conflit, les Lotta Svärd furent organisées en une structure séparée (9 septembre 1920), qui prit de l'importance dans les années 1920, jusqu'à inclure 60 000 membres en 1930. En  1937, elles  étaient  90 000. En 1944, elle comptait 242 000 volontaires, soit la plus importante organisation d'auxiliaires volontaires du monde, alors que la population de la Finlande ne dépassait pas les 4 millions d'habitants.
Cent mille hommes dont elles occupaient les emplois furent ainsi rendus disponibles pour le service militaire. Elles travaillaient également dans les hôpitaux, aux services de protection civile contre les attaques aériennes et remplissaient d'autres tâches auxiliaires dans les forces armées. Cependant, les Lottas n'étaient pas censées être armées. La seule exception notoire consista en une unité anti-aérienne à Helsinki durant l'été 1944, où ces femmes manœuvraient les canons de DCA. En pratique, les lottas avaient également souvent des armes légères pour leur protection personnelle, bien que ce fut officiellement interdit, tout comme il leur était interdit de faire le salut militaire.
Quand la guerre de Continuation contre l'Union soviétique s'acheva, les Soviétiques demandèrent que toutes les organisations qu'ils considéraient comme fascistes ou semi-fascistes soient interdites. Ils visaient entre autres les Lotta Svärd. Elles furent dissoutes le 23 novembre 1944, et remplacées par une nouvelle organisation, les Suomen Naisten Huoltosäätiö (Fondation de l'assistance par les femmes finnoises) qui en gardait les principaux caractères.
L'association existe encore de nos jours sous le nom de la Fondation Lotta Svärd (Lotta Svärd Säätiö (fi)).
Leur organisation a inspiré les corps féminins de nombreuses armées européennes par la suite, comme les Lottornas en Suède ; des organisations similaires existent en Norvège et au Danemark.

## Filmographie
Un film sorti en 2005, Lupaus (en) (La Promesse) décrit le procès et les tribulations de quelques Lottas finlandaises pendant la Seconde Guerre mondiale.